# Aeolidia collaris
Aeolidia collaris is een slakkensoort uit de familie van de Aeolidiidae. De wetenschappelijke naam van de soort is voor het eerst geldig gepubliceerd in 1921 door Odhner.